# Carboni
El carboni és l'element químic de símbol C i nombre atòmic 6. És un element no-metàl·lic i tetravalent, és a dir, pot oferir quatre electrons per formar enllaços químics covalents. Forma part del grup 14 de la taula periòdica, o grup del carboni. Constitueix un 0,025% de l'escorça terrestre. N'hi ha tres isòtops naturals: el 12C i el 13C, que són estables, i el 14C, un radionúclid amb una semivida de 5.700 anys. El carboni és un dels pocs elements coneguts des de temps antics.
És sòlid a temperatura ambient. És l'element químic base en la vida orgànica tal com es coneix, i és, per tant, la base de la química orgànica. Totes les formes de vida que es coneixen estan formades de molècules compostes principalment per carboni, hidrogen, nitrogen i oxigen (a més de multitud d'altres elements en menor proporció). Aquest element no metàl·lic té la interessant propietat de ser capaç d'enllaçar-se amb ell mateix i amb una àmplia varietat d'altres elements. Es coneixen prop de 10 milions de compostos orgànics formats per estructures de carboni. Dins del cos humà, és el segon element més abundant per massa (aproximadament un 18,5% de la total) després de l'oxigen.

## Característiques notables
El carboni és un element notable per diverses raons:
- Les seves diferents estructures inclouen una de les substàncies més toves conegudes (el grafit) i una de les més dures (el diamant) (vegeu: escala de Duresa Mohs).
- Té una gran afinitat per enllaçar-se químicament amb altres àtoms petits, i la seva petita mida li permet la formació d'enllaços múltiples. Aquestes propietats permeten al carboni formar prop de deu milions de compostos orgànics diferents. Aquests compostos de carboni són la base de tota la vida a la Terra.
  - Amb l'oxigen, forma el diòxid de carboni, vital per al creixement de les plantes i altres autòtrofs (vegeu cicle del carboni).
  - Amb l'hidrogen forma nombrosos compostos, anomenats genèricament hidrocarburs, essencials per la indústria i el transports actuals, en forma de combustibles fòssils.
  - Amb hidrogen i oxigen, forma una gran varietat de compostos, com per exemple els àcids grassos, essencials per la vida, i els èsters que donen el seu gust característic a les fruites.

## Aplicacions
El carboni és un component vital de tots els éssers vius, i sense el qual la vida, tal com la coneixem, no podria existir. L'activitat econòmica més gran relativa al carboni (en l'actualitat) és en forma d'hidrocarburs, els anomenats combustibles fòssils, gas metà i cru. El cru és usat per la indústria petroquímica per a produir principalment petroli, gasolina, gas-oli i querosè a través d'un procés de destil·lació en les anomenades refineries. El cru és la matèria primera per a moltes substàncies sintètiques, entre elles els omnipresents plàstics.
Altres usos:
- L'isòtop ¹⁴C, descobert el 27 de febrer de 1940 és usat en la datació radioactiva.[15][16]
- El grafit és combinat amb argiles per a formar les mines dels llapis.
- El diamant és usat com a pedra preciosa amb finalitats decoratives atesa la seva brillantor, i també s'usa per a fabricar broques, gràcies a la seva duresa.
- El carboni s'afegeix al ferro per a fabricar acer.
- El carboni és usat per a fabricar barres de control en reactors nuclears.
- Pols de grafit cuita és usada com a carbó per a coure peces d'art i per a altres usos.
- El carbó en píndoles o en pols és usat per a absorbir toxines o verins en l'aparell digestiu.

- Les propietats químiques i estructurals dels ful·lerens, en la forma de nanotubs de carboni, tenen un futur prometedor en el naixent camp de la nanotecnologia.

## Història
El carboni (l'origen llatí del mot prové del carbó, carbo -ōnis), fou descobert a la prehistòria, i ja era conegut a l'antiguitat en la que es formava mitjançant la combustió incompleta de materials orgànics, és a dir, partir de la crema de material orgànic (llenya) amb manca d'oxigen. L'objectiu de l'ofici de carboner era l'obtenció de carbó.
Els diamants, també coneguts des de fa molt temps, són considerats la pedra preciosa per excel·lència, atesa la seva gran duresa i lluentor. Newton, el 1704, va intuir que els diamants podien ser combustibles, però no es va aconseguir cremar un diamant fins a l'any 1772, any en què Lavoisier va demostrar que en la reacció de combustió es produïa CO₂. Tennant va demostrar que el diamant era carboni pur l'any 1797.
Els primers compostos de carboni es van identificar en la matèria viva a principis del segle xix, i per aquest motiu, a l'estudi dels compostos de carboni se'l va denominar química orgànica.
L'isòtop més comú del carboni és el 12C; el 1961 d'aquest isòtop es va escollir per a reemplaçar l'isòtop oxigen-16 com a base dels pesos atòmics, i se li va assignar un pes atòmic de 12.

## A la natura
El carboni no es va crear durant el big-bang perquè hauria necessitat la triple col·lisió de partícules alfa (nuclis atòmics d'heli) i l'Univers es va expandir i refredar massa ràpid perquè la probabilitat que això esdevingués fos significativa. On si ocorre aquest procés és a l'interior de les estrelles (en la fase «RH (Branca horitzontal)») on aquest element és abundant i a més es troba en altres cossos celestes com els estels i en les atmosferes dels planetes. Alguns meteorits contenen diamants microscòpics que es van formar quan el sistema solar era encara un disc protoplanetari.
En combinació amb altres elements, el carboni es troba en l'atmosfera terrestre i dissolt en l'aigua, i acompanyat de menors quantitats de calci, magnesi i ferro forma enormes masses rocoses (calcària, dolomia, marbre, etc.). El grafit es troba en grans quantitats als Estats Units, Rússia, Mèxic, Groenlàndia i l'Índia.
Els diamants naturals es troben associats a roques volcàniques (kimberlita i lamproïta). Els majors dipòsits de diamants es troben al continent africà (Sud-àfrica, Namíbia, Botswana, República del Congo i Sierra Leone). Existeixen a més dipòsits importants al Canadà, Rússia, el Brasil i Austràlia.

### Formació a les estrelles
La formació del nucli atòmic del carboni requereix una triple col·lisió quasi-simultània de partícules alfa (nuclis d'heli) dins del nucli d'una estrella gegant o supergegant. Això es produeix en condicions de temperatura i concentració d'heli que eren impedides per l'expansió i el refredament ràpids de l'Univers primitiu i, per tant, no es crearen quantitats significatives de carboni durant el big-bang. En canvi, l'interior de les estrelles de la branca horitzontal transformen tres nuclis d'heli en carboni mitjançant el procés triple-alfa. Per tal d'estar disponible per la formació de la vida, cal que el carboni s'estengui a l'espai en forma de pols, en explosions de supernova, com a part del material que més endavant forma sistemes estel·lars de segona i tercera generació, amb planetes formats a partir d'aquesta pols. El sistema solar és un d'aquests sistemes de tercera generació.
Un dels mecanismes de fusió que alimenten les estrelles és el cicle carboni-nitrogen.
Les transicions rotacionals de diverses formes isotòpiques del monòxid de carboni (com ara 12CO, 13CO i C18O) són detectables a l'escala submil·limètrica, i se les utilitza en l'estudi de les estrelles en procés de formació als núvols moleculars.

### Cicle del carboni

Diagrama del cicle del carboni. Els números negres indiquen quant de carboni està emmagatzemat en diversos reservoris, en milers de milions de tones (GtC significa «gigatones de carboni»; les quantitats daten d'aproximadament el 2004). Els números liles indiquen quant de carboni canvia de reservori d'un any a l'altre. Els sediments, tal com estan definits en aquest diagrama, no inclouen els ~ 70 milions de GtC de roca carbonada i querogen.

En condicions terrestres, la transformació d'un element en un altre és molt rara. Per consegüent, la quantitat de carboni a la Terra és efectivament constant. Així doncs, els processos que utilitzen carboni l'han d'obtenir d'algun lloc i disposar-ne en algun altre lloc. Les rutes que segueix el carboni al medi ambient formen el cicle del carboni. Per exemple, les plantes agafen diòxid de carboni del seu medi i l'utilitzen per crear biomassa, com en la respiració de carboni o el cicle de Calvin, un procés de fixació del carboni. Una part d'aquesta biomassa és menjada pels animals, que exhalen carboni en forma de diòxid de carboni. El cicle del carboni és considerablement més complicat que aquest curt circuit; per exemple, una part de diòxid de carboni es dissol als oceans; la matèria morta animal o vegetal pot esdevenir petroli o carbó, que pot cremar, alliberant carboni, si els bacteris no el consumeixen.

## Al·lòtrops
Depenent de les condicions de formació pot trobar-se en diverses al·lotropies, actualment es coneixen diverseos al·lòtrops del carboni, com el grafit, el diamant, el ful·lerè, la chaoïta, la lonsdaleïta o la tartarosita.

### Grafit
En la seva forma amorfa, el carboni és essencialment grafit, però sense formar cap macroestructura cristal·lina. Està formant un polsim, que és el component principal de substàncies com és el carbó i el sutge.

A pressions normals, el carbni pren la forma de grafit (sistema hexagonal), un mineral molt tou, en el qual cada àtom està enllaçat a tres més formant un pla de cel·les hexagonals (com en les bresques en un rusc d'abelles). Conté tres electrons en orbitals bidimensionals anomenats sp², i un electró en l'orbital s. En el grafit, capes planes d'àtoms de carboni, s'apilen les unes sobre les altres, com en un llibre. Els enllaços que formen els àtoms de carboni també els trobem en els hidrocarburs aromàtics.
Les dues formes conegudes del grafit, l'alfa (hexagonal) i la beta (romboïdal) tenen les mateixes propietats físiques, però amb una estructura cristal·lina diferent. Els grafits que es formen a la natura contenen fins a un 30% de la forma beta, mentre que els grafits formats sintèticament només contenen grafit en la forma alfa. És possible convertir el grafit de la forma alfa a la forma beta, a través de processos mecànics, però tot el grafit en forma beta es transforma una altra vegada en grafit alfa quan és escalfat per sobre dels 1.000 °C
Atesa la deslocalització dels electrons en el núvol pi, en els cristalls de grafit, aquests condueixen l'electricitat. El material és tou i les capes, sovint separades per altres àtoms, es mantenen unides gràcies a la força de Van der Waals, de manera que rellisquen amb certa facilitat les unes sobre les altres.

### Diamant i lonsdaleïta

Disposició geomètrica dels orbitals hibrids sp³ en el diamant. Els àtoms se situen en els vèrtexs d'un tetraedre regular.

A pressions molt altes, el carboni forma un altre al·lòtrop anomenat diamant, en el qual cada àtom està enllaçat a quatre més. Forma cristalls de diamant (sistema cúbic), el mineral més dur conegut. El diamant té la mateixa estructura cristal·lina que el silici i el germani, i gràcies a la força de l'enllaç carboni-carboni, és la substància més resistent a les ratllades, juntament amb el nitrur de bor (BN) un compost isoelectrònic del diamant, i que comparteix la mateixa estructura cristal·lina que aquest. Conté quatre electrons en els orbitals tridimensionals anomenats sp³. Amb el temps, el diamant tendeix a convertir-se en grafit, però a temperatura ambient la conversió és tan lenta que és indetectable. En les condicions adequades, el carboni pot cristal·litzar com a lonsdaleïta, una forma similar al diamant però hexagonal.

### Ful·lerens

Àtoms de carboni en el ful·lerè (C_{60}) adoptant la forma d'una pilota de futbol.

Pot formar compostos de la família dels ful·lerens (en el ful·lerè més simple, 60 àtoms de carboni formen una capa grafítica, organitzada tridimensionalment, de manera similar a una pilota de futbol), i nanotubs de carboni (on s'organitza també tridimensionalment en forma de tub).
El ful·lerens tenen una estructura semblant a la del grafit, però en lloc d'usar únicament l'empaquetament hexagonal, també contenen pentàgons (o possiblement heptàgons) d'àtoms de carboni. Aquests empaquetaments dobleguen les capes planes d'àtoms en esferes, el·lipses o cilindres. Les propietats dels ful·lerens no han estat encara completament analitzades. El nom dels ful·lerens prové del fet que aquestes agrupacions d'àtoms de carboni s'assemblen a les cúpules geodèsiques construïdes per Buckminster Fuller. Pel mateix motiu, els ful·lerens també són anomenats en anglès buckyboles i buckytubs.

### Carbó vitri i fibra de carboni
El carbó vitri és isotròpic, i és més fort que el vidre. A diferència del grafit normal, les capes grafítiques no s'apilen les unes sobre les altres, sinó que estan organitzades en totes direccions.
Una altra substància és la fibra de carboni, semblant al carbó vitri i obtinguda estirant fibres orgàniques que són carbonitzades. D'aquesta manera s'alineen els plans de carboni en la direcció de la fibra. El resultat són fibres amb una resistència específica superior a l'acer.
El sistema d'al·lòtrops de carboni abasta una important gamma d'extrems:
| El grafit és un dels materials més suaus coneguts. | Diamant nanocristal·lí sintètic és el material més fort conegut.                                                       |
| El grafit és una molt bon lubricant, mostrant superlubrificació. | El diamant és l'últim abrasiu.                                                                                         |
| El grafit és un conductor de l'electricitat. | El diamant és un excel·lent aïllant elèctric, i té el major camp elèctric desglossament de qualsevol material conegut. |
| Algunes formes de grafit s'utilitzen com a aïllament tèrmic (per exemple, tallafocs i escuts de calor), però algunes formes, com ara el gràfit pirolític són bons conductors tèrmics. | El diamant és el més conegut conductor tèrmic d'origen natural.                                                        |
| El grafit és opac. | El diamant i el grafè són molt transparents.                                                                           |
| Grafit cristal·litza en el sistema hexagonal. | Diamant cristal·litza en el sistema cúbic.                                                                             |
| El carboni amorf és completament isotròpic. | Els nanotubs de carboni estan entre les majoria dels materials anisotròpic coneguts.                                   |

## Compostos
El carboni és l'àtom clau en l'estructura de les biomolècules o molècules que formen la matèria viva, gràcies a la seva capacitat de formar llargues cadenes i anells, i de formar enllaços covalents amb nombrosos elements, la qual cosa origina una extraordinària varietat de molècules amb propietats fisicoquimicobiològiques diferents.
Quan s'uneix amb oxigen, forma el diòxid de carboni (CO₂), és el compost que expel·lim els animals en respirar, i és absolutament vital per al creixement de les plantes. També pot formar en condicions de manca d'oxigen el monòxid de carboni (CO), on a diferència del que és normal, el carboni actua amb estat d'oxidació 2.
Trobem grans quantitats de carboni en la litosfera, sobretot en el carbonat de calci (CaCO₃), integrant de les roques calcàries. La dissolució d'aquests carbonats o de diòxid de carboni en aigua genera l'anió carbonat (CO₃=), i l'anió hidrogencarbonat (HCO₃-).
A la natura, sovint es troba sense combinar en els diferents tipus de carbó (amb graus variables d'impuresa). El carbó va ser usat com a combustible fòssil, permetent la revolució industrial. Als països més rics, el carbó ja ha estat reemplaçat pels hidrocarburs.
Quan s'uneix amb hidrogen, forma diversos compostos anomenats hidrocarburs, essencials per a la indústria en forma de combustibles fòssils. Els hidrocarburs més simples són;
- Metà; CH₄, l'hidrocarbur més simple, un carboni i quatre hidrògens
- Età; CH₃-CH₃
- Propà; CH₃-CH₂-CH₃, usat com a combustible industrial
- Butà; CH₃-CH₂-CH₂-CH₃, Usat com a combustible domèstic
- Pentà; CH₃-CH₂-CH₂-CH₂-CH₃

El gas natural, el petroli, la gasolina i el quitrà són barreges d'hidrocarburs de diferents longituds, i amb diferents propietats, que poden a més incloure altres substàncies.
Quan es combina amb oxigen i hidrogen, forma molts grups de compostos, inclosos els àcids grassos, essencials per a la vida, i els èsters, que donen gust a moltes fruites.

## Precaucions
Els compostos de carboni tenen una gran varietat d'efectes tòxics. El monòxid de carboni (CO), present en els gasos d'escapament dels motors de combustió, i el cianur (CN-), que a vegades contamina les mines, són extremament tòxics per als mamífers. Molts altres compostos no són tòxics, sinó essencials per la vida, però presenten altres perills. Gasos orgànics com l'etilè (CH₂=CH₂), l'acetilè (HC≡CH), i el metà (CH₄) són explosius i inflamables si se'ls mescla amb aire. El CO₂ en grans concentracions quan reemplaça tot l'oxígen de l'aire ambient és letal per animals i humans. L'excedent d'emissions de CO₂, un gas amb efecte d'hivernacle, per la combustió excessiva de petroli, gas natural i carbó des de l'inici de la revolució industrial és un dels factors majors en el canvi climàtic que s'assaja de mitigar per mesures de captura i emmagatzematge de diòxid de carboni.

## Usos
El carboni és essencial per tots els éssers vius, i sense ell no podria existir la vida tal com es coneix (vegeu bioquímica alternativa). A part del menjar i la fusta, l'ús econòmic principal del carboni és en forma d'hidrocarburs, especialment el combustible fòssil gas metà i cru (petroli). El cru és utilitzat per la indústria petroquímica per produir, entre d'altres, benzina i querosè, mitjançant un procés de destil·lació a les refineries. La cel·lulosa és un polímer portador de carboni natural, produït per les plantes en forma de cotó, lli i cànem. La cel·lulosa es fa servir principalment per mantenir l'estructura en les plantes. Alguns polímers de carboni amb valor comercial d'origen animal inclouen la llana, el caixmir i la seda. Els plàstics s'elaboren a partir de polímers sintètics de carboni, incloent-hi sovint àtoms d'oxigen i de nitrogen a intervals regulars al llarg de la cadena principal del polímer. La matèria primera de gran part d'aquests substàncies sintètiques prové del cru, tot i que es desenvolupen tecnologies per fer servir el carboni de l'excedent CO₂ de l'atmosfera.
Els usos del carboni i els seus compostos són extremament variats. Pot formar aliatges amb el ferro, el més comú del qual és l'acer al carboni. El grafit es combina amb argiles per formar la mina dels llapis que hom utilitza per escriure i dibuixar. També és utilitzat com a lubricant i com a pigment, com a material de motlle en la fabricació de vidre, en elèctrodes, per bateries seques, en la galvanoplàstia i l'electroconformació, en raspalls per motors elèctrics, i com a moderador de neutrons en reactors nuclears.
El carbó vegetal és utilitzat com a material de dibuix en l'art, per cuinar aliments a la graella, i en molts altres usos com ara la fosa de l'acer. La fusta, el carbó i el petroli són utilitzats com a combustible per produir energia i calor. Els diamants de qualitat són utilitzats en la joieria, i els diamants industrials serveixen per perforar, tallar i polir eines per tractar metalls i pedra. Els plàstics estan fets entre d'altres d'hidrocarburs fòssils, i la fibra de carboni, elaborada per piròlisi de fibres de polièster sintètic, serveix per reforçar plàstics per formar materials compòsits avançats i de baix pes. La fibra de carboni es forma per piròlisi de filaments extrudits i estirats de poliacrilonitril (PAN) i altres substàncies orgàniques. L'estructura cristal·logràfica i les propietats mecàniques de la fibra depenen del tipus de material inicial i del processament posterior. Les fibres de carboni fetes a partir de PAN tenen una estructura que sembla filaments estrets de grafit, però es pot reordenar l'estructura en un mantell continu mitjançant processament tèrmic. El resultat són fibres amb una resistència específica a la tracció més alta que la de l'acer.

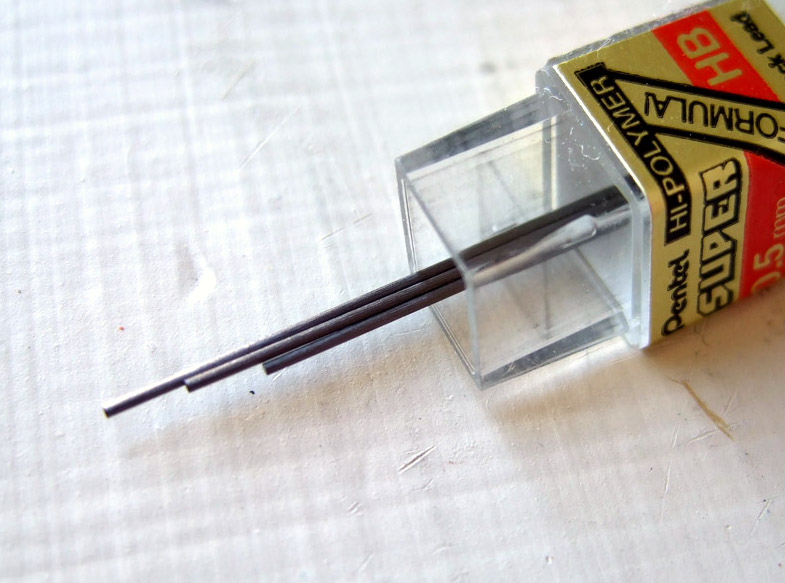
Les mines de llapis pels llapis recarregables estan fetes de grafit
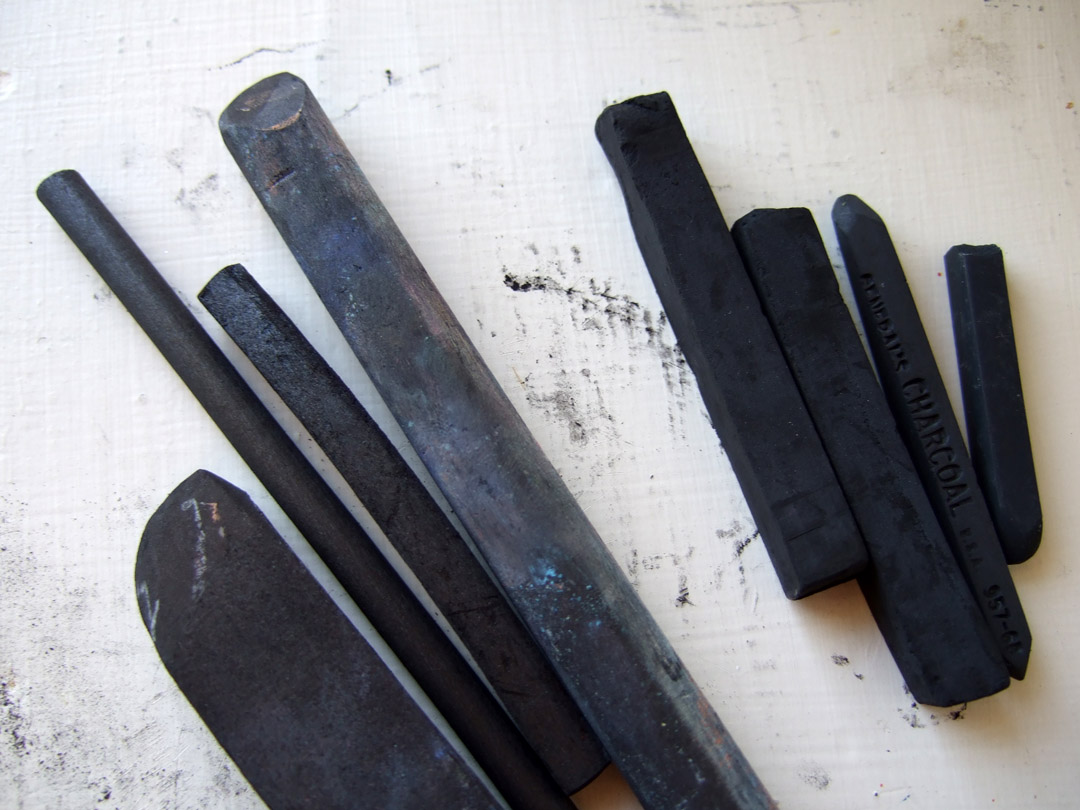
Bastons de carbó vegetal
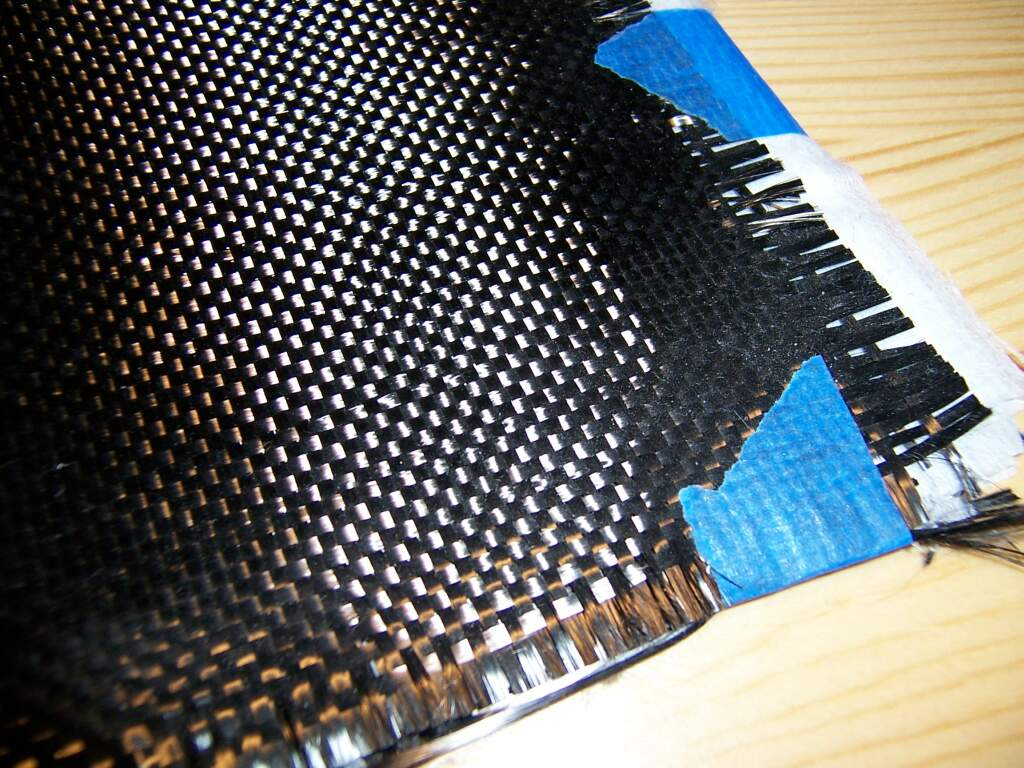
Drap fet de filaments de carboni teixits
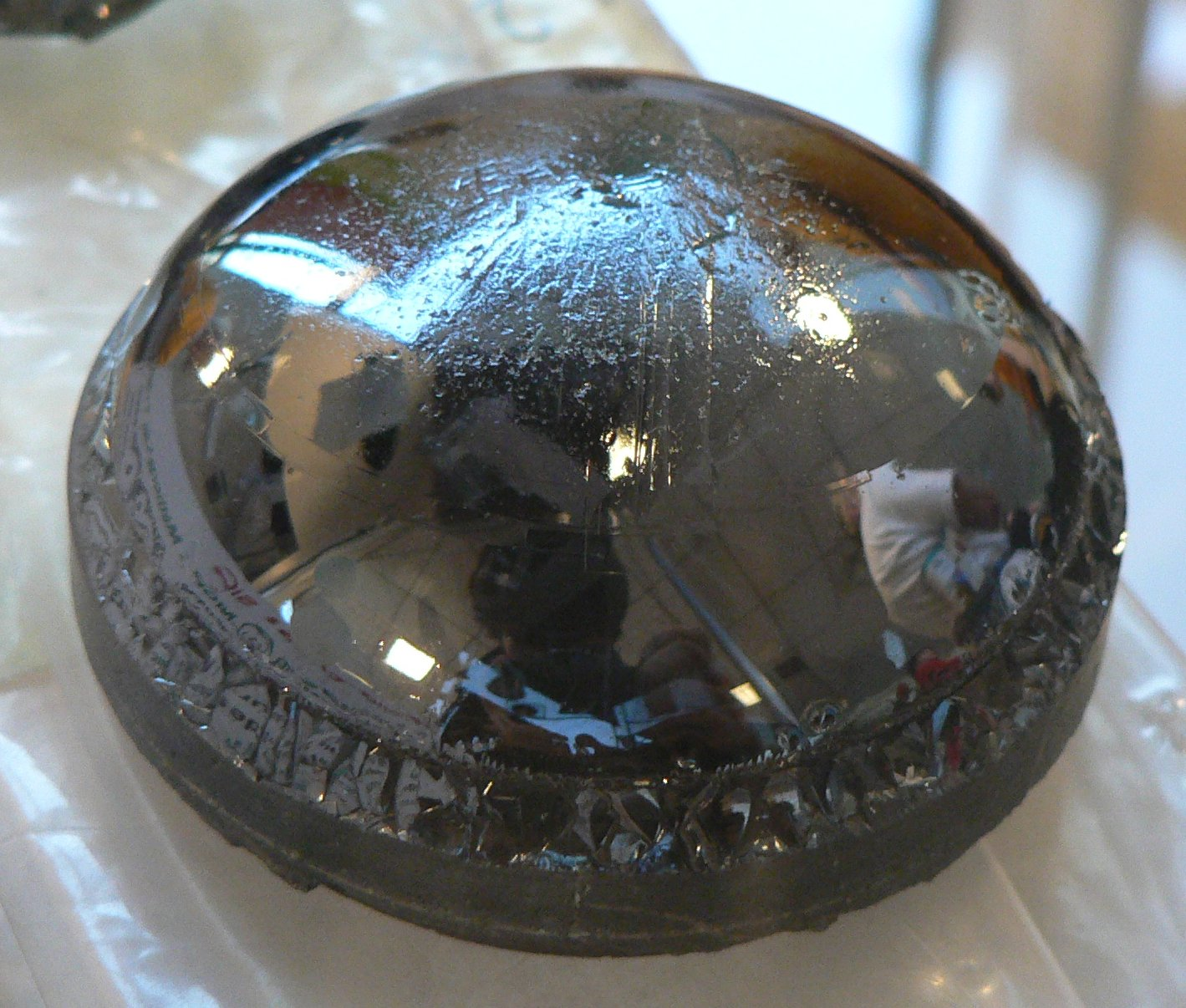
Cristall únic de carbur de silici.
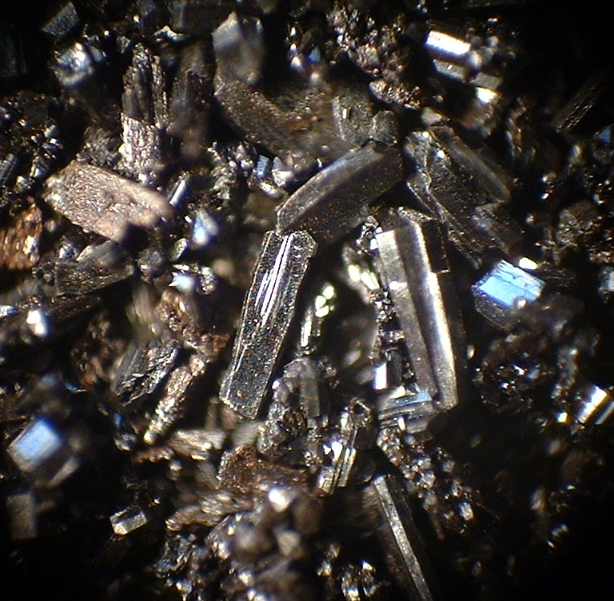
El ful·lerè C60 en forma cristal·lina
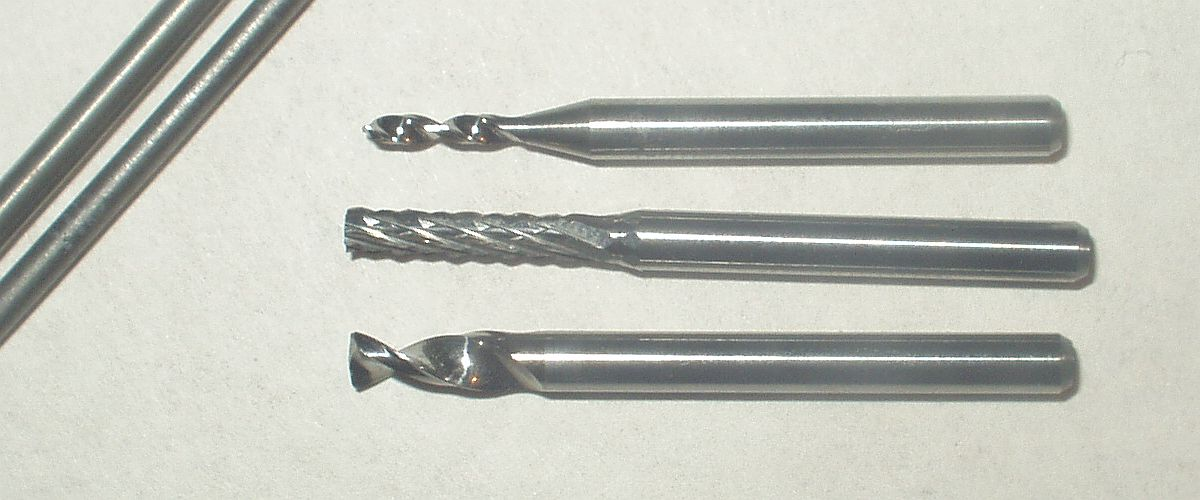
Broques de fresar fetes de carbur de tungstè